# 鈍鋸鮫
鈍鋸鮫（学名：Anoxypristis cuspidata），又名鈍鋸鯊、劍沙，为鋸鮫科鈍鋸鰩屬下的一个种。